# Божа-Струмяни
Божа-Струмяни (пол. Borza-Strumiany) — село в Польщі, у гміні Ґзи Пултуського повіту Мазовецького воєводства.
Населення — 92 особи (2011).
У 1975-1998 роках село належало до Цехановського воєводства.

## Демографія
Демографічна структура станом на 31 березня 2011 року:
|          | Загалом | Допрацездатний вік | Працездатний вік | Постпрацездатний вік |
| -------- | ------- | ------------------ | ---------------- | -------------------- |
| Чоловіки | 50      | 10                 | 36               | 4                    |
| Жінки    | 42      | 8                  | 27               | 7                    |
| Разом    | 92      | 18                 | 63               | 11                   |